# 二重橋爆弾事件 (1922年)
二重橋爆弾事件 （にじゅうばしばくだんじけん）とは、大正11年（1922年）3月17日、大正天皇もしくは摂政宮に上奏文を渡して直訴する目的で皇居に二重橋（第一橋）から入り込もうとした労働者・藤田留治郎が、持っていた爆弾に火を付けて走り出し、詰所の警官を振り切って橋の上で爆死して自殺した事件である。単に二重橋事件とも云う。

## 概要
3月17日午後1時過ぎ、二重橋の外側を警備する警視庁の渡辺巡査が、拝観者の方にやって来た4、5台の自動車を制止しようとした時、拝観者の列から一人の男が飛び出した。男は「直訴だ、直訴だ」と連呼して二重橋へ突進。警官を振り切って通用門から侵入しようとした。
二重橋の内側は近衛兵が警備するが、ちょうど歩哨交代の時間で上番の3名と下番の2名が集まっていて、通用門が開けられたばかりであった。男は警官に追われながら橋を渡り、帽子を被らず外套を着て、ゴムの短靴をはいて手に茶筒のようなものを持ち、懐からは煙が出ていた。男が手を振り廻しながら「危ない危ない」（もしくは「爆弾だ危ない」）と叫んでいるので、星野上等兵はその右手に持っている茶筒のようなものが危険物かと思い、突嗟に男を門内に入れまいと突き飛ばした。男は仰向けに倒れ、手に持っていた茶筒のようなものを投出した。この茶筒には上奏文と写真などが入っていた。星野上等兵が門を締めて鍵をかけようとした瞬間、大きな爆音がした。
男が自ら点火した爆弾がこの時に懐中で爆発し、爆音と共に五臓を露出して自殺を遂げたのである。音に驚いた星野上等兵が再び門を開けてみると、男は向って左側の中沢一等兵の背後の方に倒れて死んでいた。石垣一杯に血が飛び散って、見るも無残な有様であったという。

## 犯人

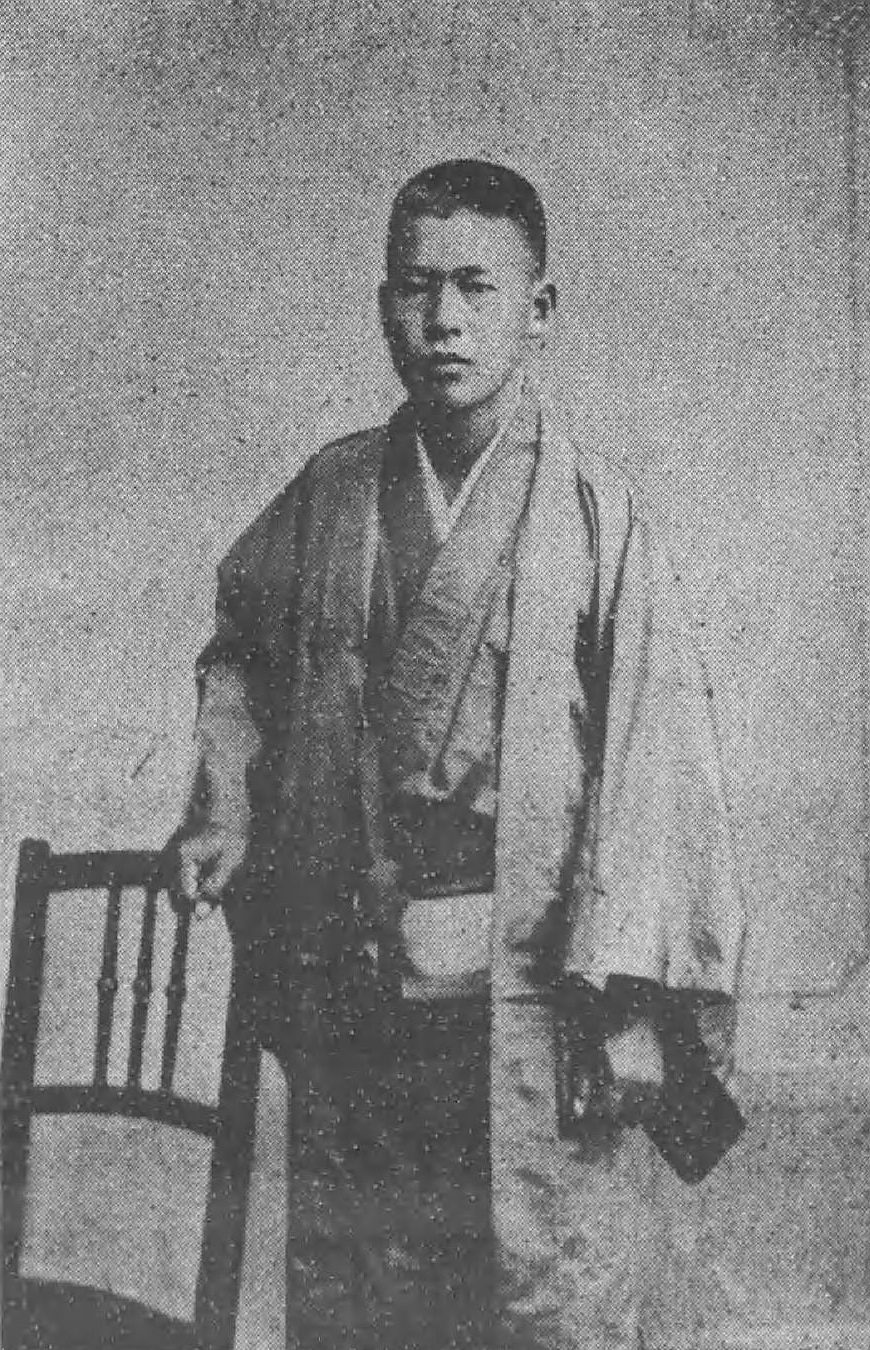
爆死した藤田留治郎

犯人は藤田留治郎という38歳の労働者で、遺書の中にあった自身の記述によると、彼は、明治40年（1907年）に滋賀県から大連に渡って土木請負業を始めたが失敗。その後、大正4年（1915年）に青島に渡って雑貨商を始めるがこれも失敗。妻子を残して満洲に渡り、本渓湖炭鉱に行って働くがこれも上手くいかず、大正8年（1919年）に今度は樺太に渡り、更に北海道を廻って年末に内地へ帰った。
事件前は東京に来て、浅草の活動写真の広告ビラ配りで生計を立てており、死亡時も江川大盛館の広告ビラを所持していた。木賃宿を泊まり歩き、住所不定。神田の青年会館辺りの政談演説をよく聴きに出かけ、赤襷をかけて民衆運動に参加したこともあり、大正10年（1921年）の普選運動時に議院付近で予防検束されたことがあるが、本人は社会主義者でないと主張しており、2月頃、貴族院改革についての長い建白書を郵送していた。
爆弾自殺を遂げた時、茶筒には上奏文と5、6人で写した集団写真、肖像写真、葉書1枚があった。上奏文は十四ヶ条で、普通選挙や華族制度、貴族院、枢密院等の改革を主張したものであった。
警視庁によると、使用された爆弾は中国製の爆弾で、威力も弱く鉱山用のものらしいとのことであった。自殺の動機は、世論の考えとは異なり、政治的なものではなくただ華やかな自殺を遂げようという愚かな考えからの行為であったというのが、当局の公式見解だった。
墓所は東京都文京区の西信寺にあり、隣には安田善次郎を刺殺した朝日平吾の墓石がある。

## 影響
爆弾事件は、直ちに高橋内閣に伝えられ、午後6時頃、院内大臣室において臨時閣議が開かれた。岡喜七郎警視総監から詳細な報告を受けて、高橋是清首相と床次竹二郎内務大臣を中心に協議した。高橋首相・床次内相・牧野伸顕宮内大臣は宮城に参殿して皇太子（摂政宮）に報告し、床次内相はさらに葉山御用邸の大正天皇にも報告した。18日、岡警視総監と担当閣僚である床次内相は、午後5時に高橋首相に進退伺いを提出した。警視庁各部長も内相に進退伺いを提出した。しかし前年11月4日に原敬暗殺事件が起こったばかりであり、政局も混乱していたので、事態の沈静化をはかった高橋内閣は、常軌を逸した人間の行動として片付けて辞任を認めず、6月の総辞職まで留任した。